# Route nationale 59bis
Die Route nationale 59Bis, kurz N 59Bis oder RN 59Bis, war ein Seitenast der Nationalstraße 59, der von 1881 bis 1973 als Nationalstraße ausgewiesen wurde. Die Länge betrug 49 Kilometer. Die Straße zweigte in Raon-l'Etape von der N 59 ab und läuft unter anderem über den 456 Meter über NN liegenden „Col de la Chipotte“ bis nach Pouxeux. 1973 übernahm die bis dahin über die N 59bis laufende Nationalstraße 420 den Abschnitt zwischen Girecourt-sur-Durbion und Fontenay. Dieser ist seit 2006 ebenfalls abgestuft.